# Kronobränneri

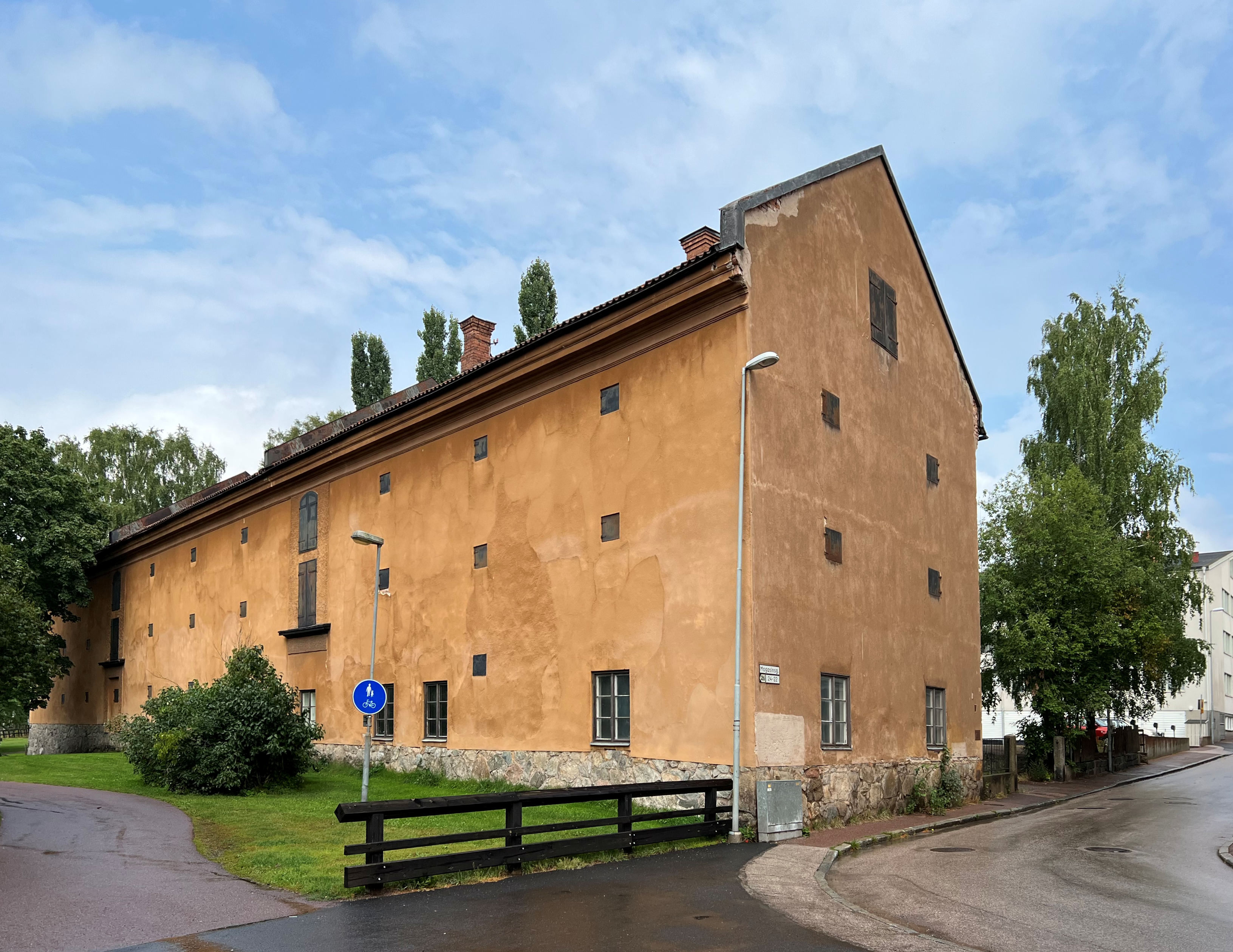
Kronobränneriet i Falun, uppfört 1775. Kronobränneriet är det största slaggstenshuset i Falun och ett statligt byggnadsminne sedan 2006.

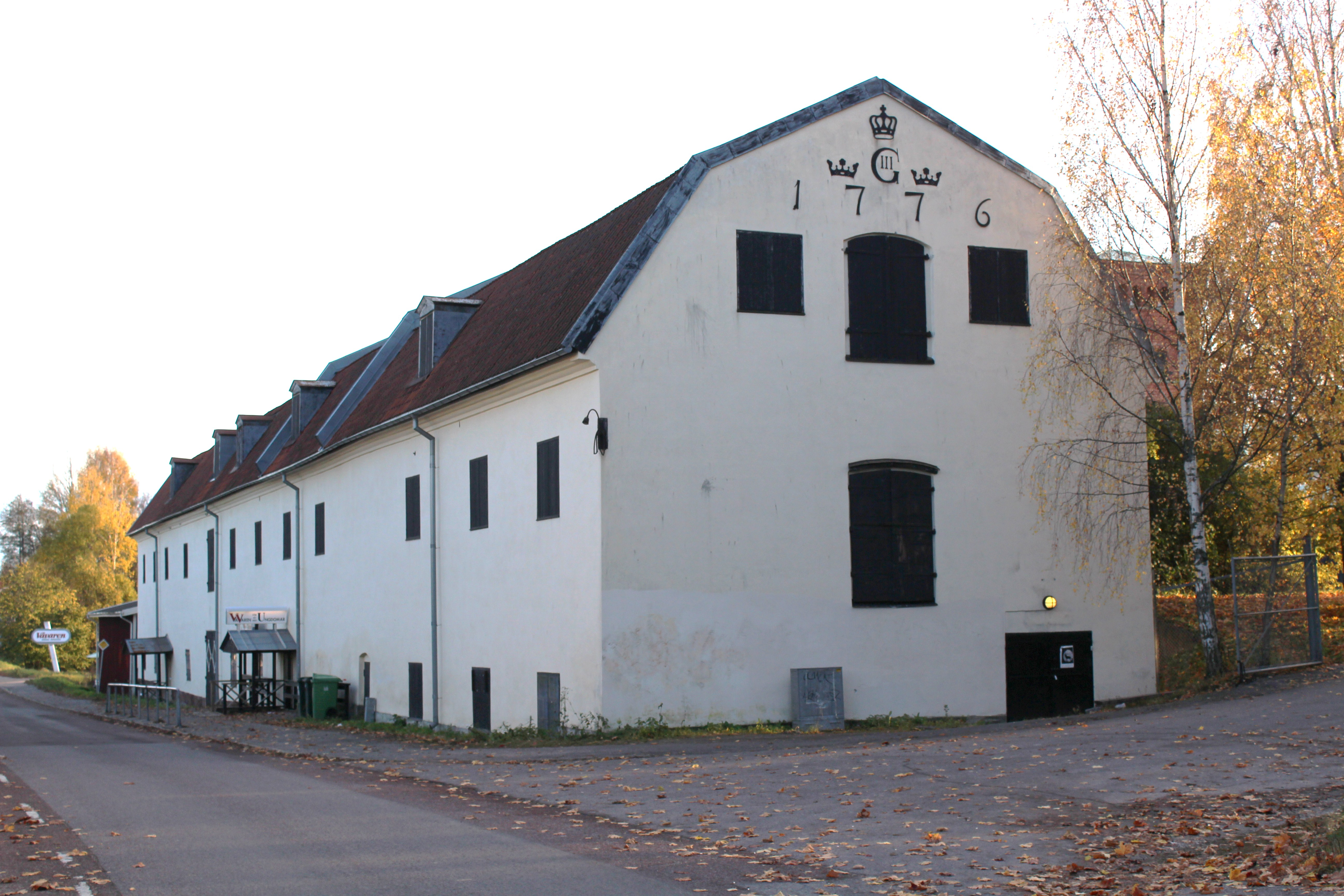
Kronobränneriet i Strömsbro, Gävle, 2013.

Kronobrännerierna var statens (kronans) anläggningar för brännvinsbränning. De infördes av Gustav III efter beslut vid en hemlig konselj i juli 1775, i syfte att förbättra landets ekonomi, och införsel av utländskt brännvin förbjöds (husbehovsbränning var sedan tidigare förbjudet). Ett sextiotal brännerier inrättades, varav 11 i den Finska delen av riket. Det gick dock inte att stävja husbehovsbränningen och därtill ökade supandet till följd av det ökade utbudet. Dessutom gick verksamheten med förlust. Till följd av detta stängdes de flesta brännerierna 1787. Undantag var bland annat Tanto kronobränneri, som var verksamt till 1824.

## Historik
För att minska superiet och på samma gång bereda kronan nya inkomster rådde Johan Liljencrantz kung Gustav III att förbjuda husbehovsbränningen och i stället arrendera ut rätten att bränna till förpaktare. Kungen tillsatte en kommission för att närmare utarbeta planen. Den ledande kraften i kommissionen blev generalmajor Georg Gustav Wrangel, vars plan gick ut på att överlåta bränningen på ett fåtal stora brännerier. Detta skulle medföra fördelen av spannmålsbesparing i jämförelse med om man brände på flera mindre brännerier.
Men då det visade sig omöjligt att hitta tillräckligt många förpaktare av brännvinsrätten rådde Wrangel kungen att låta kronan anlägga brännerierna och driva dem som sin egen affär. Gustav lät sig övertalas till åtgärden att anlägga kronobrännerier. I samband med kungörelsen om detta påbjöds stränga straff mot all husbehovsbränning, och bönderna ålades att överlämna sina bränningsredskap i offentligt förvar eller avyttra dem till kronan. En särskild direktion för kronobrännerierna tillsattes.
För att åstadkomma besparingar i anläggningskostnaderna inreddes en del av kronans gamla slott till brännerier eller spannmålsmagasin. Det föreskrevs visserligen att de historiskt märkvärdiga rummen inte skulle få lida någon skada. Men trots det fick man efter en tid se den så kallade unionssalen i Kalmar slott "med brännvinspipor ornerad och Gustav Adolfs sängkammare, där ännu Dess säng stod kvar, fylld med spannmål, som väntade sin förvandling".
I maj 1776 var ett femtiotal kronobrännerier igång, och starkt negativa resultat kunde snabbt skönjas. "Städernas gator och landsvägarna voro fyllda av varelser, som genom en förnedrande druckenhet sjunkit under djurets ståndpunkt", konstaterade oppositionsmannen Adolph Ribbing. Kronobetjäningen fick order att uppmana allmogen till att köpa brännvin. Det ansågs rent av fosterländskt att berusa sig med "kronobrännvin". Nya krogar växte ideligen upp, till och med vid kyrkorna, där de hölls öppna både vid början av, under och efter gudstjänsten, och krogskyltarna pryddes med svenska riksvapnets tre kronor. Carl August Ehrensvärd liknade detta sätt att bota rikets finanser vid att "ge en sjuk hans eget avtappade blod att dricka".
Många bönder fortsatte dock att bränna i smyg. Så kom länsman på husvisitation, lade beslag på brännvinsredskapen eller förstörde dem, och sedan blev det rättegång med fängelsestraff eller stränga böter. Då slog sig bönderna samman på undangömda ställen i skogarna. Vågade sig kronobetjäningen dit blev det slagsmål som kunde kosta människoliv. Allmogen började se kronobrännerierna som en bitter fiende. I vissa trakter utarmades befolkningen av böterna för olovlig bränning. På andra håll, såsom i Halland, betalade bönderna en viss avgift till kronans uppsyningsman för att få smygbränna i fred.
Till följd av den florerande lönnbränningen gick avsättningen från kronobrännerierna på många håll trögt, och stora lager av brännvin hopade sig i magasinen. Det hjälpte inte mycket att bränneridirektionen inskärpte vikten av att man vid kronobrännerierna tillverkade sådan vara att allmänheten inte hade något att klaga på dess godhet och styrka. I det syftet skulle de ansvariga vidta alla behövliga åtgärder för att brännvinet skulle hålla "fulla sex graders styrka vid tjugu graders termometervärma samt i övrigt är gott, klart och rensmakande".
Resultatet av kronobrännerierna hade blivit fördärvbringande. En mängd förut hederliga människor hade förvandlats till lagbrytare, och i stället för att ge kronan guld medförde de i längden stora förluster. På 1778 års riksdag höjdes från böndernas sida ett ramaskri mot kronobrännerierna. "Tag hellre bort allt bruk av brännvin, alla krogar och lagerställen, än att arbetsfolket där skall fördärvas!" hette det i en skrivelse. "Annars får Eders Maj:t ett både till kropp och själ, till förstånd, sinne och seder fördärvat folk att regera över."
Regeringens svar blev dock nya tvångsåtgärder och skärpta straffbestämmelser. År 1780 gjorde sig bränneridirektionen ytterligare impopulär. Nu beslutades att Kungl. Maj:t skulle låta förstöra alla bränneriredskap som laglydiga medborgare i enlighet med kungens påbud överlämnat till kronobetjäningen, och som nu förvarades vid sockenkyrkorna. Genom en sådan åtgärd ville myndigheterna förhindra att dessa redskap skulle kunna användas i framtiden. Allmogens känslor då den såg sin dyrt förvärvade egendom, brännvinspannorna, slås sönder av kronobetjäningen, skildrar rikshistoriografen Anders Schönberg i ett brev från sin bygd, Österfärnebo i Gävleborgs län, den 14 november 1780: "Jag hade aldrig sett mina socknebor så i förtvivlan som vid detta tillfället. Egendomsrätten var deras första reflexion. En gick så långt, att han sade mig, att de svurit konungen trohet mot Dess försäkran att skydda dem och deras egendom."
Vid samma tid hade bränneridirektionen infört en annan ytterst impopulär åtgärd, nämligen regelbundna husvisitationer av kronofogdar, landsfiskaler och länsmän. Länsmännen skulle, åtföljda av andra kronobetjänte samt hantlangare, varannan till var femte vecka anställa visitationer i sina distrikt. I Kalmar län blev jäsningen bland bönderna så stark att den hotade att övergå till allmänt uppror. Kungen beslutade sig för att själv göra ett besök där på sommaren 1781. Han lovade att böterna skulle få avpassas efter vars och ens förmögenhet och fördelas på sex år, vilket dämpade missnöjet.
När detta skedde hade Georg Gustav Wrangel – som den allmänna meningen pekat ut såsom brännvinsdirektionens onda genius – skiljts från sin post. Istället blev Johan Liljencrantz chef för direktionen och det hela fick en mer måttfull prägel.
Kronobrännerierna blev en stridsfråga på riksdagen 1786. På sommaren 1787 utfärdade Gustav III en kungörelse som för tio år mot en viss årlig avgift medgav husbehovsbränning åt alla som ägt rätt till det före förbudet 1772. Kontrakten om detta med kronan skulle i regel avslutas sockenvis, och regeringen segrade i de flesta landskap. Men i Bohuslän, där det var så lätt att smuggla in utländskt brännvin, tackade allmogen nej. I Mälarprovinserna var det också en betydande minoritet av socknar och enskilda som vägrade sluta kontrakt med kronan, och i Finland, där folket ännu var utfattigt efter missväxtåren, gick det också trögt med arrendekontrakten. Därför fick en del kronobrännerier alltjämt bestå så länge Gustav III levde.